# Clematis 'Amethyst'
Clematis 'Amethyst' — крупноцветковый сорт клематиса (ломоноса). Используется в качестве вьющегося декоративного садового растения.
Японское название: アメシスト.
Сорт поступил в продажу в Великобритании под названием 'Ameshisuto', но как впоследствии оказалось, это неправильная транскрипция японского названия.

## Описание сорта
Высота 2—2,5 метра. Цепляется за опоры листовыми черешками.
Цветки 12—15 см в диаметре.
Листочки околоцветника широкоэллиптические, в количестве 8, сиренево-синие, с лиловым оттенком.
Пыльники жёлтые, тычиночные нити кремовые.
Сроки цветения: май, июнь, август, сентябрь.

## Агротехника
Рекомендуется посадка солнечных или полутенистых местах. К почвам не требователен.
Группа обрезки: 2 (у растений в возрасте 1 года осуществляется обрезка всех побегов на высоте около 30 см; у растений старше двух лет обрезают все побеги на высоте от 150 см).
Зона морозостойкости: 6а.
В качестве опоры рекомендуются обелиски и шпалеры. Может выращиваться в контейнерах.